# Felpós
Felpós (llamada oficialmente San Tomé de Felpós) es una parroquia y una aldea española del municipio de Palas de Rey, en la provincia de Lugo, Galicia.

## Otras denominaciones
La parroquia también es conocida por el nombre de Santo Tomé de Felpós.

## Organización territorial
La parroquia está formada por cuatro entidades de población:
- Castelo (O Castelo)
- Corral (O Corral)
- Felpós
- Outeiro (O Outeiro)

## Demografía

### Parroquia
| Gráfica de evolución demográfica de Felpós (parroquia) entre 2000 y 2020 |
|                                                                          |
| Datos según el nomenclátor publicado por el INE.                         |

### Aldea
| Gráfica de evolución demográfica de Felpós (aldea) entre 2000 y 2020 |
|                                                                      |
| Datos según el nomenclátor publicado por el INE.                     |